# Mainaldi
Mainaldi è un cognome di lingua italiana.

## Varianti
Mainoldi.

## Origine e diffusione
Il cognome è tipicamente toscano.
Potrebbe derivare dal prenome Mainaldo.